# أوديت شوتويل
أوديت لويز شوتويل (4 مايو 1922 - 10 أبريل 1998)، كانت عالِمة كيميائية عضوية أمريكيّة وقد عُرفت واشتهرت بإسهاماتها في كيمياء المنتجات الطبيعيّة من المضادات الحيوية ومبيدات الحشرات.

## الحياة المُبكّرة
ولدت أوديت لويز شوتويل لروبرت ليزلي شوتويل (من مواليد 15 ديسمبر 1894) وروبي ميلدريد (سامونز) شوتويل، في 4 مايو 1922، في وايلي، كولورادو، ونشأت في دنفر. عندما كانت طفلة، أُصيبَت بشلل الأطفال. نتيجة لذلك، أصيبت «بشلل مؤلم شديد يجعلُ المشي في وضعٍ منتصبٍ مستحيلًا».

## المسيرة المهنيّة
تخرَّجت شوتويل بدرجة البكالوريوس من جامعةِ ولاية مونتانا. حصلت على درجة الماجستير في العلوم ودرجة الدكتوراه في الكيمياء العضوية (19 يونيو 1948) من جامعة إلينوي، التي كانَ فيها مستشارها للدكتوراه هو العالِم روبرت لوفلر فرانك. بعد حصولها على الدكتوراه، ذهبت شوتويل للعمل في وزارة الزراعة الأمريكية وتحديدًا في خدمة البحوث الزراعية في بيوريا، إلينوي. عملت كباحثة كيميائية في قسم البحث والتطوير لمدة خمسة وعشرين عامًا، حيث عملت في وزارة الزراعة الأمريكية طوال حياتها المهنية. تقاعدت من البحث الزراعي عام 1990.

## الاهتمامات
طوالَ حياتها، كافحت شوتويل لتحسين ظروف المعاقين والنساء والأشخاص الملوَّنين في العلوم. بصفتها رئيسة لجنة التعليم في فرع الجمعية الوطنية للنهوض بالملونين المحلي، قادت مبادرة مكونة من 40 متطوعًا لتعليم الأطفال المحرومين ودمج مدارس بيوريا في الستينيات. كما شغلت منصب رئيسة فرع بيوريا لعصبة الناخبات. تضمنت الأنشطة الأخرى في مجتمعها المحلي التشاور حول التعليم لبرنامج المدينة الداخلية لمجلس كنائس منطقة بيوريا والعمل كعضو في مجلس إدارة مركز للفنون والعلوم.

## البحوث
بصفتها كيميائيّة متخصّصة في وزارة الزراعة الأمريكية، اكتشفت شوتويل اثنين من المضادات الحيوية الجديدة (دورامايسين، وآزاكولوتين،)، وساعدت في اكتشاف اثنين آخرين (هيدروكسيستربتومايسين، سيناميسين،). طورت طرقًا جديدة لفصل المضادات الحيوية عن الميكروبات المخمرة. بحلول عام 1974، كانت كيميائية إشرافية وزعيمة تحليل السموم الفطرية والبحوث الكيميائية. قادت فريقًا لتطوير المبيدات الحشرية، مع التركيز على دراسة الخنفساء اليابانية، وخاصة الخنافس المصابة بمرض اللبني. ذهبت مجموعة الباحثين التي عملت فيها في المختبرات الشمالية لإيجاد إجراء بيولوجي مضاد لانتشار الخنفساء الجماعي.
اشتهرت شوتويل بمساهماتها في البحث عن السموم الفطرية، وخاصة في دراسة الأفلاتوكسين، وهو مادة مسرطنة ينتجها العفن الذي ينمو على الأرز والذرة. يمكن أن تتسبب المنتجات الثانوية لإنتاج الذرة التي يتم تغذيتها للماشية في الإصابة بالسرطان، وتوقف النمو، والتشوهات الخلقية. في أواخر الثمانينيات من القرن الماضي، تم تعيينها رئيسة للبحوث في وحدة أبحاث السموم الفطرية التي لا تزال في دائرة البحوث الزراعية بوزارة الزراعة الأمريكية. أصدرت تعليماتها إلى إدارة الأدوية الفيدرالية حول كيفية اكتشاف حبوب العلف الملوثة باستخدام الأشعة فوق البنفسجيّة. كعضو في الجمعية الأمريكية لكيميائيين النفط، ساعدت في تحديد معايير النقاء لصناعة تخزين الحبوب. حصلت عام 1980 على جائزة الخدمة المتميزة من وزارة الزراعة الأمريكية «للمساهمة في حماية صحة الإنسان من خلال تطوير معايير تحديد وطرق تحليلية ضرورية لاستبعاد سموم العفن من أطعمة الحبوب والحليب وعلف الحيوانات».
في وقت لاحق من هذا العقد، قادت شوتويل مجموعة تقوم بالتحقيق في فطريات الفيوزاريوم وإنتاجها لسموم الترايكوثيسين. تنتج النباتات فيتواليكسين للدفاع ضد هذه الفطريات، لذلك كانت شوتويل وفريقها يصممون مثبطات الفطريات بناءً على هذه الهياكل. طوال حياتها المهنية، شغلت العديد من العضويات والمناصب في مجالس الإدارة، بما في ذلك رئيسة وزميلة رابطة الكيميائيين الزراعيين الدولية. ساهمت في الرابطة الأمريكية لكيميائيين الحبوب، حيث عملت كرئيسة للجنة المعنية بالسموم الفطرية في الحبوب والحبوب وعضو في هيئة التحرير.

## براءات الاختراع
- 1957 - إنتاج خليط من المضادات الحيوية ذات الفعالية المضادة للبكتيريا والفطريات.[43]
- 1959 - استخراج مادّة الآزاكولوتين.[44]
- 1964 - بحوث حول مادّة المارسيتين وإنتاجه من مواد ثانيّة.[45]

## الجوائز
- خريجة العام المرموقة (كلية ولاية مونتانا، 1961).[46]
- ترشيح وزارة الزراعة الأمريكية للموظف الفيدرالي المتميّز المعاق للعام (لجنة الخدمة المدنية التابعة لوزارة الزراعة الأمريكية، 1969)،[47] واحدة من أول 10 موظفين اتحاديين وصلوا للتصفيات النهائية. الفائز كانت كاثرين أيه نيماير.[48]
- جائزة الخدمة المتميزة (وزارة الزراعة الأمريكية، 1980).[49]
- جائزة هارفي واشنطن ويلي (من رابطة الكيميائيين الزراعيين الدولية عام 1982).[50][51][52]

## روابط خارجية
- برنامج جامعة إلينوي 1948